# 觀塘廣場

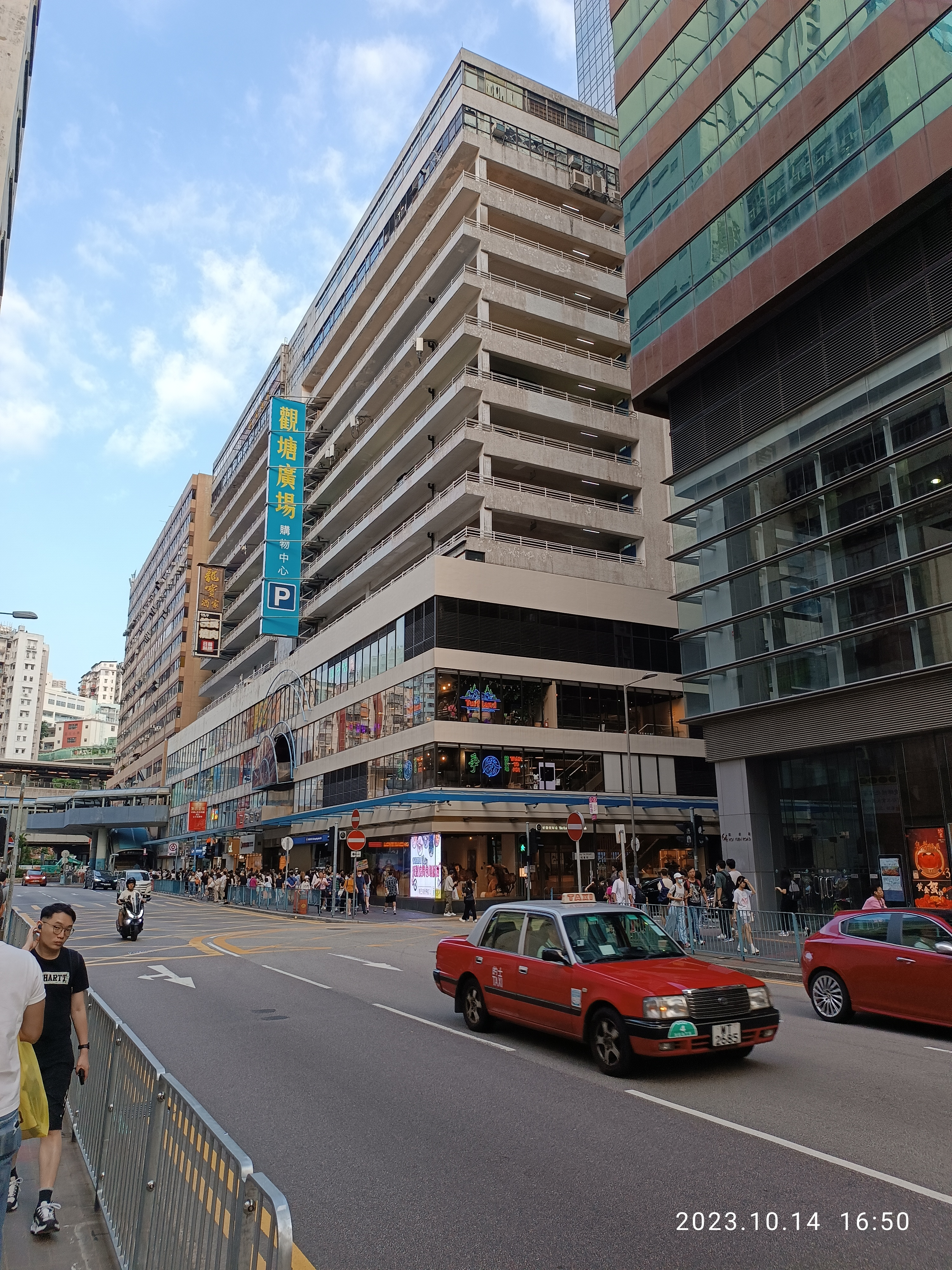
觀塘廣場

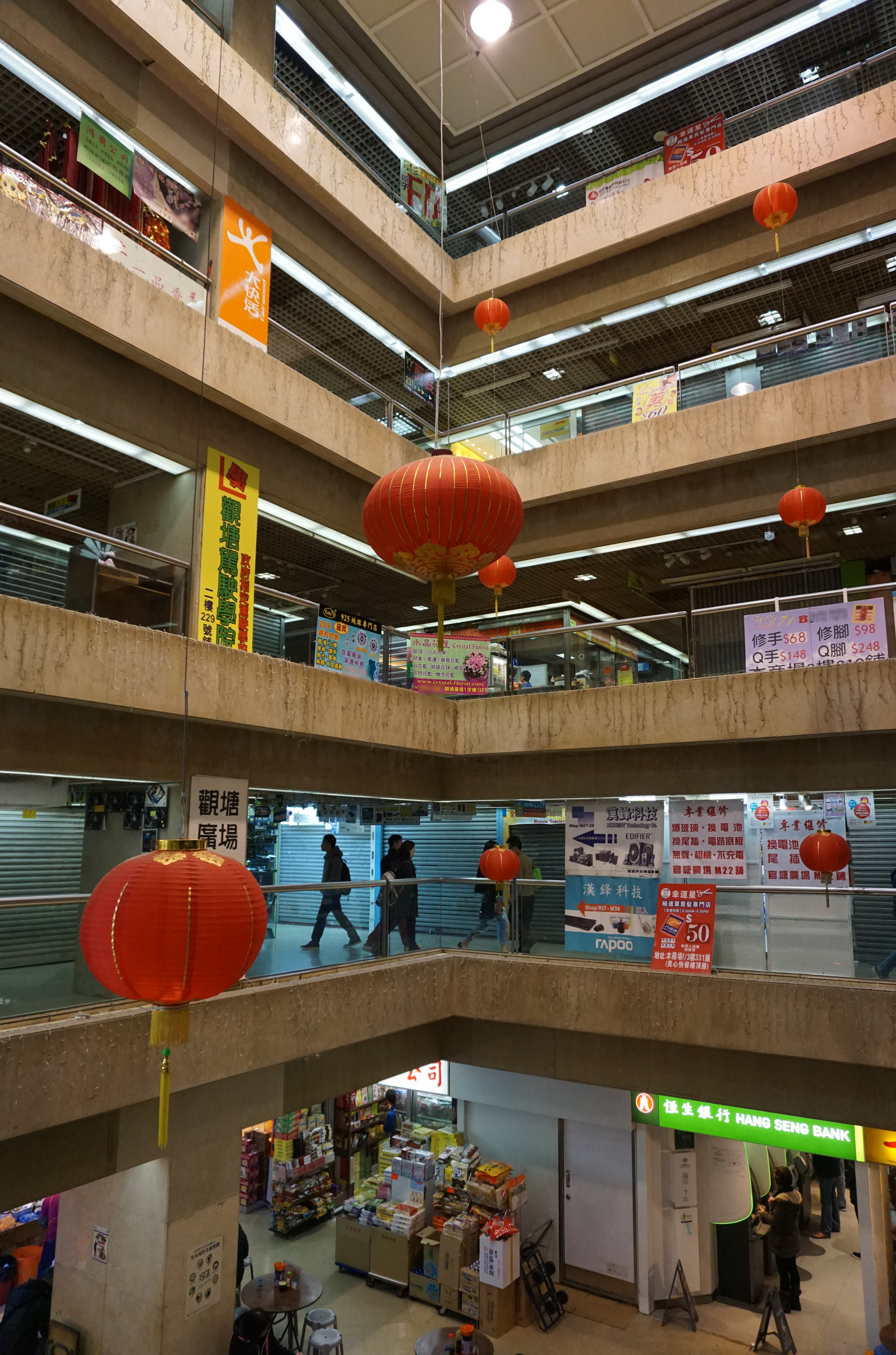
觀塘廣場中庭

觀塘廣場（英語：Kwun Tong Plaza），是九龍觀塘區一個商業大廈，位於觀塘開源道68號，於1986年落成，大廈基座地下至3樓設置商場，租戶以小商戶為主，包括時裝店、手機店、電腦產品店、小食店、財務公司、旅行社、威士忌店、診所、影印店、文具店、小型食肆、大快活、兩間酒樓以及香港賽馬會場外投注站和餐廳等。4至12樓為停車場，15及16樓為飲食樓面。目前大廈業權分散。

## 交通
港鐵
- █  觀塘綫：觀塘站B1出口(有行人天橋連接，大廈毗鄰鱷魚恤中心、寧晉中心及創紀之城五期)

巴士
- 多線巴士途經

## 事件
2018年11月24日，「真人Show 情深深窗蒙蒙」的短片於網上廣傳。有市民於觀塘成業街的東廣場路邊，望見觀塘廣場位於2樓的男廁內，有2名剪影似男子的人士，在男廁貼近砂玻璃窗邊位置，疑似做出口交動作。